# Аррінгтон (Вірджинія)
Аррінгтон (англ. Arrington) — переписна місцевість (CDP) в США, в окрузі Нелсон штату Вірджинія. Населення — 718 осіб (2020).

## Географія
Аррінгтон розташований за координатами 37°40′44″ пн. ш. 78°53′41″ зх. д. / 37.67889° пн. ш. 78.89472° зх. д. (37.678755, -78.894782).  За даними Бюро перепису населення США в 2010 році переписна місцевість мала площу 27,14 км², з яких 26,97 км² — суходіл та 0,17 км² — водойми.

## Демографія
Згідно з переписом 2010 року, у переписній місцевості мешкало 708 осіб у 266 домогосподарствах у складі 199 родин. Густота населення становила 26 осіб/км².  Було 309 помешкань (11/км²).
Расовий склад населення:
| - 64,8 % — білих - 32,1 % — чорних або афроамериканців - 0,1 % — корінних американців - 0,1 % — азіатів |

До двох чи більше рас належало 2,0 %. Частка іспаномовних становила 3,4 % від усіх жителів.
За віковим діапазоном населення розподілялося таким чином: 24,3 % — особи молодші 18 років, 65,2 % — особи у віці 18—64 років, 10,5 % — особи у віці 65 років та старші. Медіана віку мешканця становила 39,3 року. На 100 осіб жіночої статі у переписній місцевості припадало 83,9 чоловіків;  на 100 жінок у віці від 18 років та старших — 83,6 чоловіків також старших 18 років.
Середній дохід на одне домашнє господарство  становив 55 584 долари США (медіана — 45 656), а середній дохід на одну сім'ю — 48 185 доларів (медіана — 41 938). За межею бідності перебувало 27,1 % осіб, у тому числі 24,9 % дітей у віці до 18 років та 64,7 % осіб у віці 65 років та старших.
Цивільне працевлаштоване населення становило 377 осіб. Основні галузі зайнятості: освіта, охорона здоров'я та соціальна допомога — 35,3 %, будівництво — 24,9 %, науковці, спеціалісти, менеджери — 13,8 %, мистецтво, розваги та відпочинок — 13,3 %.